# Someenjärvi
Someenjärvi är en sjö i kommunen S:t Michel i landskapet Södra Savolax i Finland. Sjön ligger 75,7 meter över havet. Den är 18,86 meter djup. Arean är 96 hektar och strandlinjen är 17,4 kilometer lång. Sjön  ingår i Vuoksens huvudavrinningsområde.   Den ligger omkring 26 kilometer sydöst om S:t Michel och omkring 200 kilometer nordöst om Helsingfors. 
I sjön finns öarna Kangassaari och Kanisaari. Med Varkaantaipale kanal i norr och Kirkkotaipale kanal i söder utgör sjön en del av en farled.